# High Definition Earth Viewing

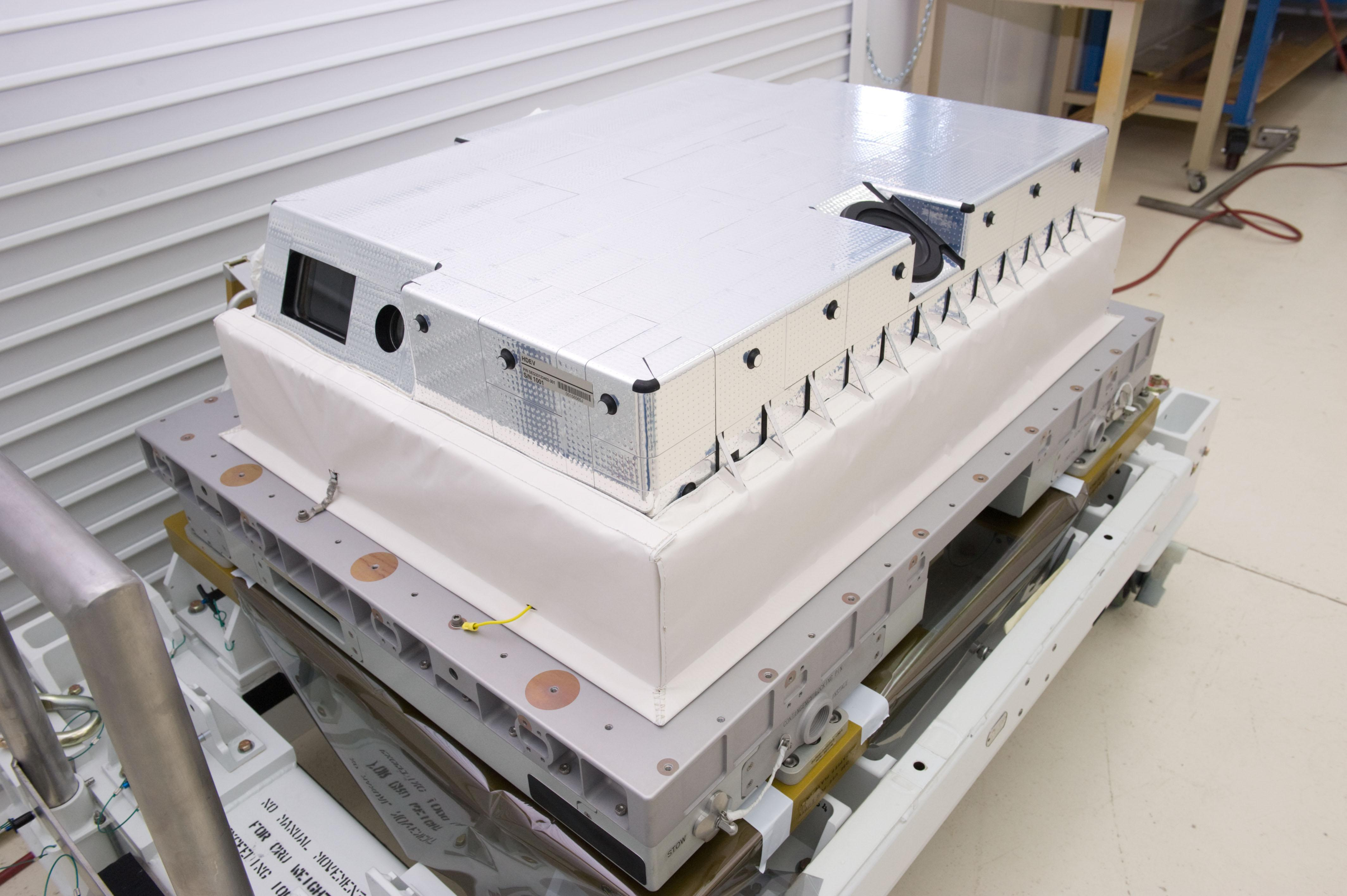
HDEV-Kameraeinheit

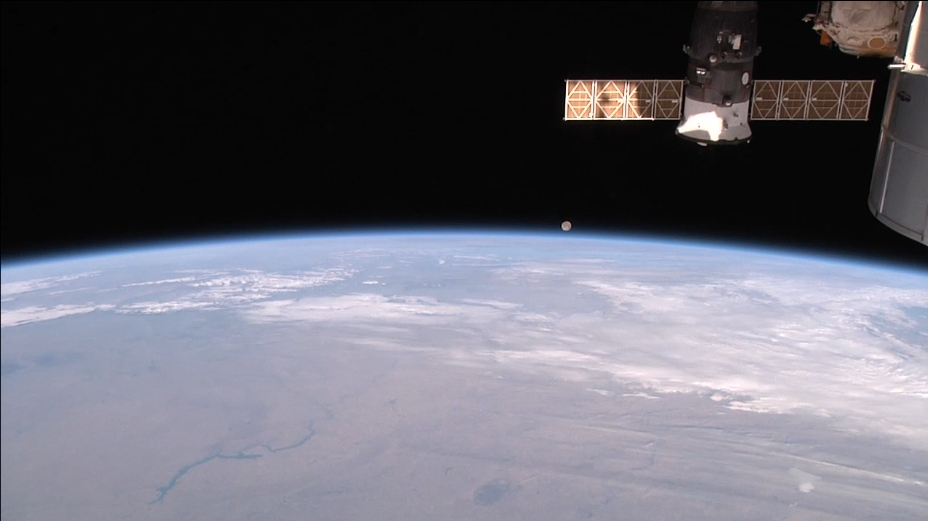
HDEV-Rückansicht (aft view): Monduntergang über den USA

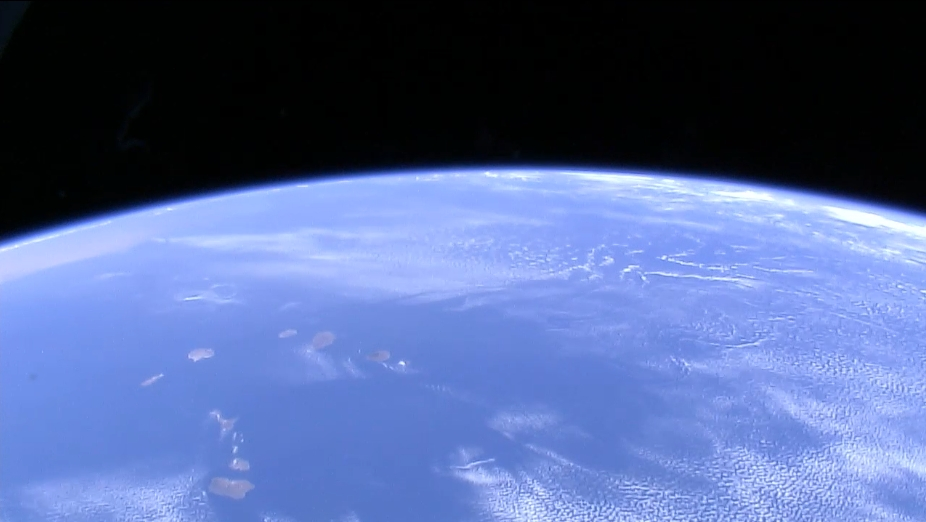
HDEV-Frontalansicht (forward view): Kapverdische Inseln

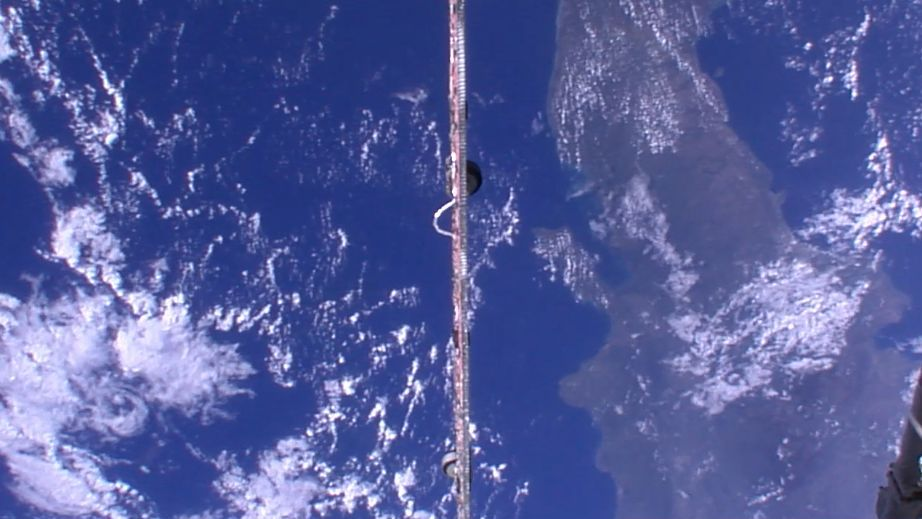
HDEV-Senkrechtaufnahme (nadir view): Karibik

High Definition Earth Viewing (HDEV) war ein Experiment der NASA, das auf der Internationalen Raumstation (ISS) durchgeführt wurde. Es handelte sich um vier handelsübliche HD-Videokameras, die ab dem 30. April 2014 die Erde beobachteten und deren Bilder als Livestream übertragen wurden. Am 27. August 2019 fiel das System dauerhaft aus; laut eingeblendeter Stellungnahme der NASA hat es „das Ende seiner Lebensdauer erreicht“. Derzeit, 12. Mai 2021, werden Live-Videos von der Erde von einer externen HD-Kamera gestreamt, die an der ISS montiert ist. Die Kamera blickt in Richtung Erde, wobei gelegentlich ein Solarpanel durch das Bild läuft.

## Funktionsweise
Die vier Kameras sind fest in einem Gehäuse montiert. Das Gerät war am 18. April 2014 mit einem Dragon-Raumschiff im Rahmen der Mission SpaceX-CRS 3 zur ISS transportiert worden. Anschließend war es mit dem ferngesteuerten Roboterarm der Station am Columbus-Labor der ESA befestigt worden. Die Kameras beobachteten die Erde aus drei verschiedenen Richtungen: Zwei blickten nach hinten, eine nach vorne und eine senkrecht nach unten. Überflog die ISS gerade die Nachtseite der Erde, so blieb der Bildschirm schwarz. Ein grauer Bildschirm wies auf einen Wechsel der Kamera hin oder erschien, wenn die Funkverbindung von der ISS zur Erde unterbrochen war.

## Entwicklung und Nutzung
Das HDEV-System war am Johnson Space Center in Houston entwickelt und zusammen mit Studenten des Programms „High Schools United with NASA to create Hardware“ umgesetzt worden. Das erklärte Hauptziel der HDEV-Mission war es, zu untersuchen, wie sich die Bildqualität der Kameras unter Einfluss der extremen Strahlungsverhältnisse im Laufe der Zeit verändert. Als einziger Schutz dienten dementsprechend auch nur eine leichte Dämmung gegen die Kälte und eine Stickstoffatmosphäre zur Simulation der irdischen Druckverhältnisse.
Das didaktische Projekt Columbus Eye – Livebilder von der ISS im Schulunterricht der Universität Bonn war an der Steuerung und am Empfang der Videos beteiligt. Auf einer Website wurden beziehungsweise werden neben dem Stream die HDEV-Videos und -Bilder zum Download angeboten. Mit Hilfe von interaktiven Materialien für die Fernerkundung in Schulen wurde der Raumflug des deutschen Astronauten Alexander Gerst begleitet, um Schülern die Themen Erdbeobachtung und Raumfahrt zu vermitteln.
Columbus Eye wurde vom Deutschen Zentrum für Luft- und Raumfahrt (DLR) gefördert.